# Standkontrolle

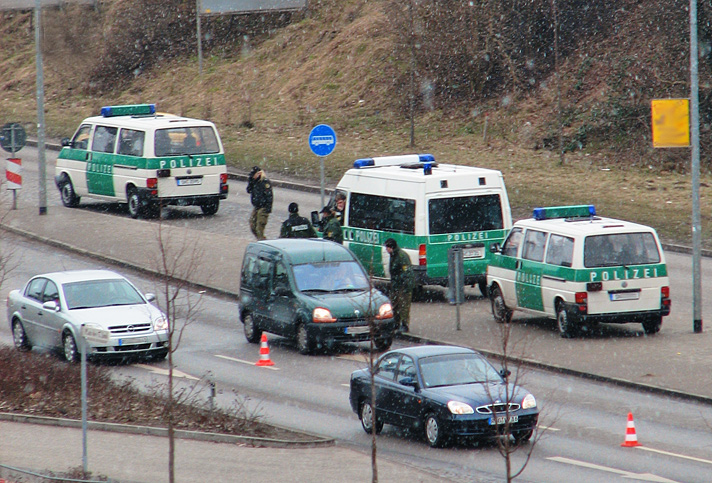
Standkontrolle in Deutschland

Eine Standkontrolle ist eine ortsfeste Voll- oder Teilsperrung der Polizei und anderer Vollzugsorgane (z. B. Bundesamt für Logistik und Mobilität oder Zoll), um im Straßenverkehr Verkehrsteilnehmer einer Fahrzeugkontrolle zu unterziehen. Es handelt sich um eine Verkehrskontrolle nach StVO. 

## Zweck
Dabei können Fahrzeuge, Fahrzeugführer sowie deren Eignung und die Ausrüstung, der Zustand und die Beladung u. Ä. kontrolliert werden. Ein weiters Ziel kann die Verfolgung von Straftaten und Ordnungswidrigkeiten sein. Dabei wird eine Identitätsfeststellung des Fahrzeugführers durchgeführt. Bei einer verdachtsunabhängigen Kontrolle nach Polizeirecht werden unter anderem das Fahrzeug, die Insassen, die Dokumente sowie die Beladung kontrolliert. Seltener wird eine ortsfeste Straßensperre eingerichtet, um Personen, Fahrzeuge und mitgeführte Gegenstände zu kontrollieren. Dabei handelt es sich um eine Kontrollstelle im Strafverfahren, wo es vorrangig darum geht, Straftaten auszuforschen. Das BALM kontrolliert vor allem Fahrzeuge und das Fahrpersonal. Ein weiteres Aufgabenfeld des BALM, das aber auch in das Aufgabenfeld der Bundeszollverwaltung fällt, sind Kontrollen nach dem Autobahnmautgesetz.
Weiters werden Personen und Beförderungsmittel zur Durchführung der zollamtlichen Überwachung angehalten. Der Zoll kontrolliert außerdem Fahrzeuge nach dem Energiesteuergesetz (z. B. Heizölverdieselung).
Aus Gründen der Unfallprävention müssen die Stellen rechtzeitig erkennbar sein (blaue Rundumkennleuchten, Pylonen, Warnschilder, Geschwindigkeitstrichter); in vielen Bundesländern stehen dabei auch mit zwei Personen besetzte Verfolgungsfahrzeuge bereit. Zu kontrollierende Fahrzeuge werden entweder mittels technischer (Anhaltesignalgeber) oder gestikulärer Weisungen an einen bestimmten Straßenabschnitt zwecks Anhaltung gewiesen.